# Auchmis
Auchmis é um gênero de traça pertencente à família Arctiidae.